# Mosteiro de Suceviţa
O Mosteiro de Sucevița é um convento ortodoxo oriental situado na parte nordeste da Roménia. Está situado perto do rio Suceviţa, na aldeia de Sucevița, a18 km de distância da cidade de Rădăuţi, condado de Suceava. Está localizado na parte sul da região histórica de Bucovina (noroeste da Moldávia). Foi construído em 1585 por Ieremia Movilă, Gheorghe Movilă e Simion Movilă .
A arquitetura da igreja combina elementos bizantinos e góticos, além de alguns elementos típicos doutras igrejas pintadas do norte da Moldávia . As paredes internas e externas são cobertas por pinturas murais de grande valor artístico que retratam episódios bíblicos do Antigo e do Novo Testamento . As pinturas remontam a aproximadamente 1601, o que faz de Sucevița um dos últimos mosteiros a ser decorado no egrégio estilo moldavo de pinturas exteriores.
O pátio interno do conjunto monástico é quase quadrado (100 por 104 metros) e é cercado por muros altos (6 m) e largos (3 m). Existem  muitas outras estruturas defensivas dentro do conjunto, incluindo quatro torres (uma em cada canto). Sucevița era uma residência principesca e também um mosteiro fortificado. As grossas paredes abrigam hoje um museu que apresenta uma coleção notável de objetos históricos e artísticos. As tampas dos túmulos de Ieremia e Simion Movilă – ricos retratos bordados em fios de prata – juntamente com cutelaria eclesiástica, livros e manuscritos ilustrados, oferecem um grande testemunho eloquente da importância de Sucevița, primeiro como oficina de manuscritos, depois como local de impressão.
Em 2010, a igreja do mosteiro foi inscrita pela UNESCO na sua lista de Património Mundial , como uma das igrejas pintadas da Moldávia.

## Galeria

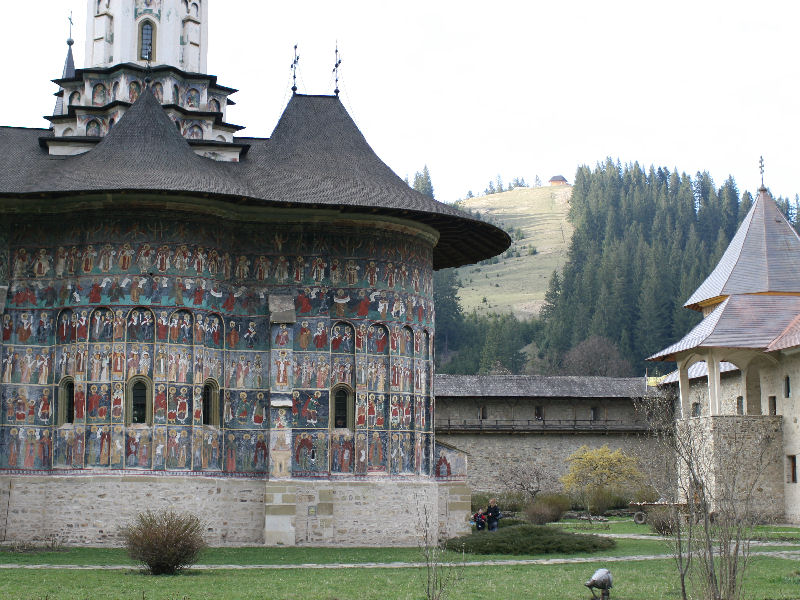
Vista do conjunto, com as paredes ao fundo
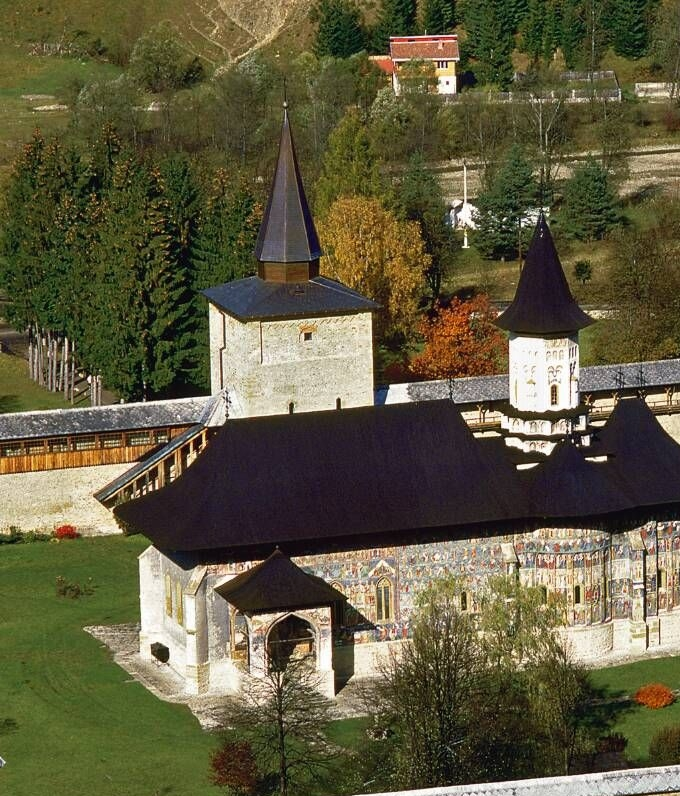
Ângulo diferente
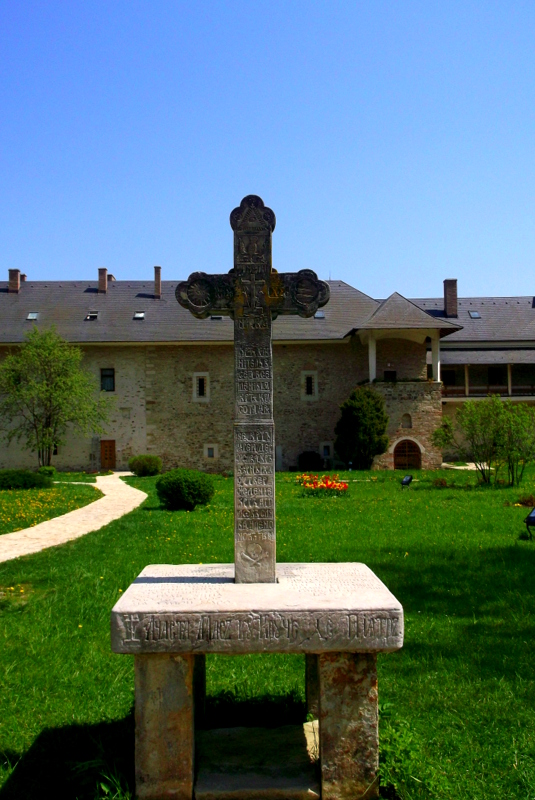
Através do pátio do mosteiro
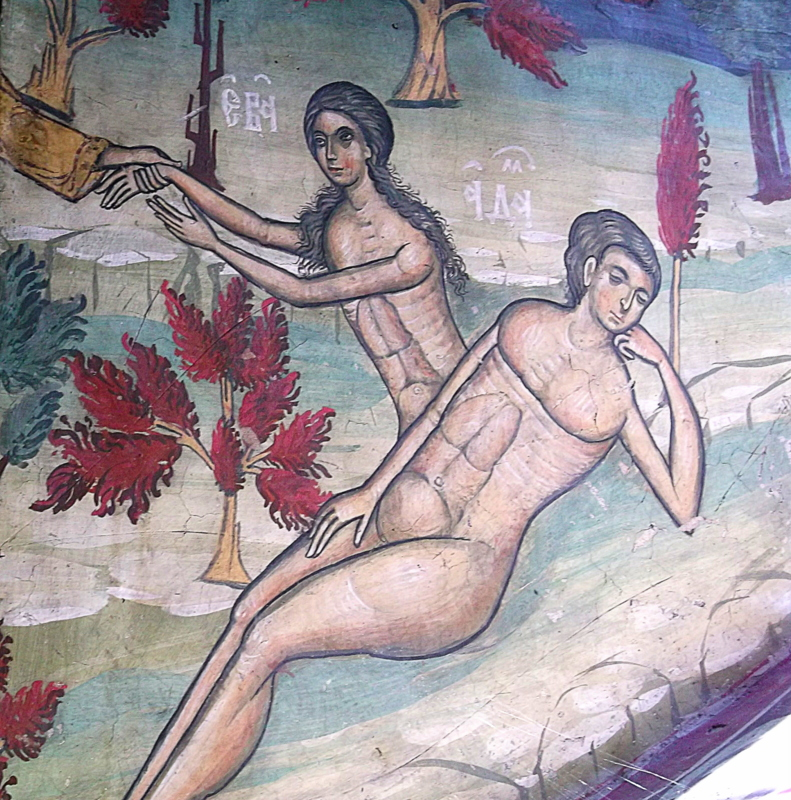
O afresco no mosteiro
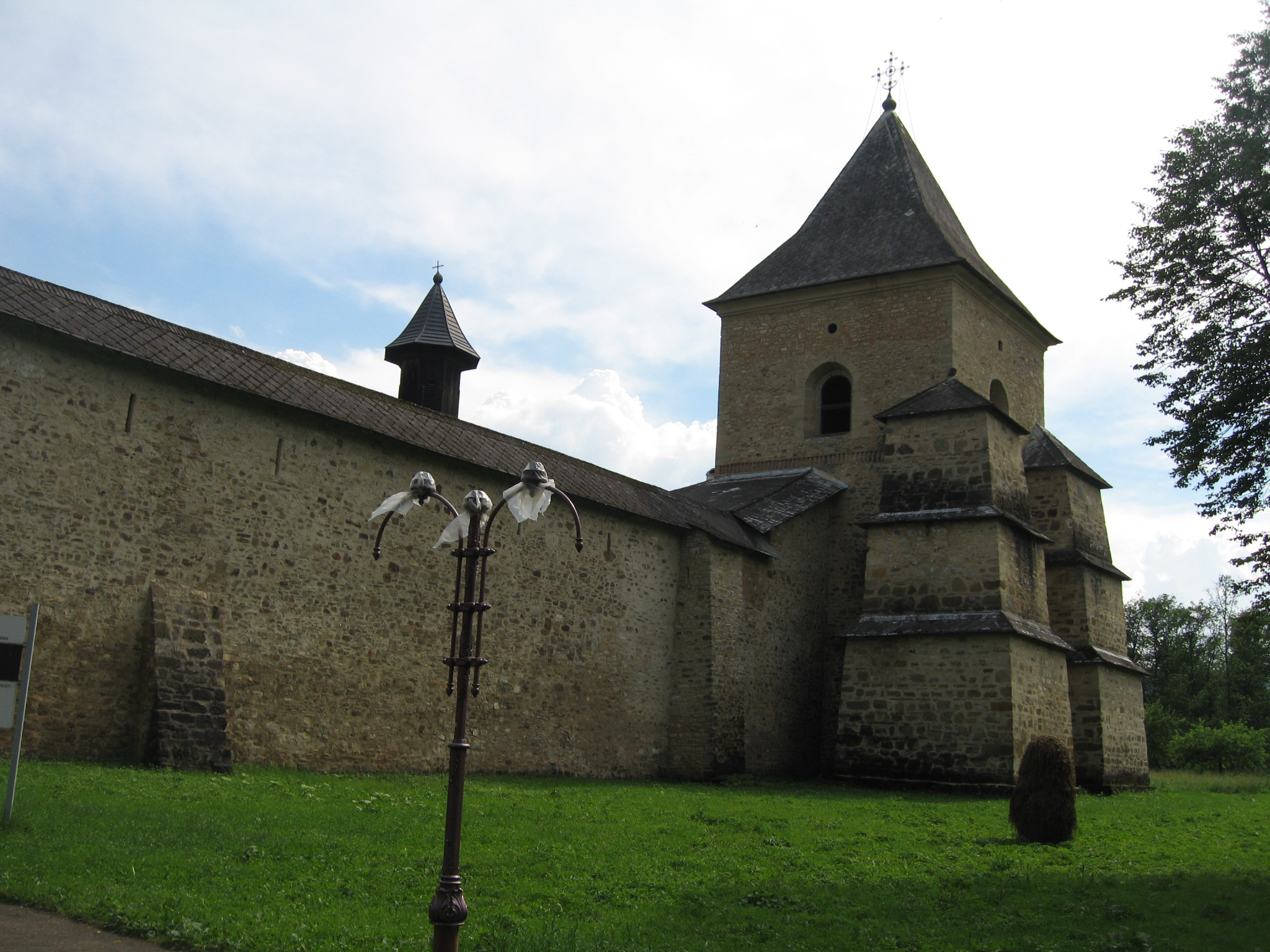
Uma das quatro torres
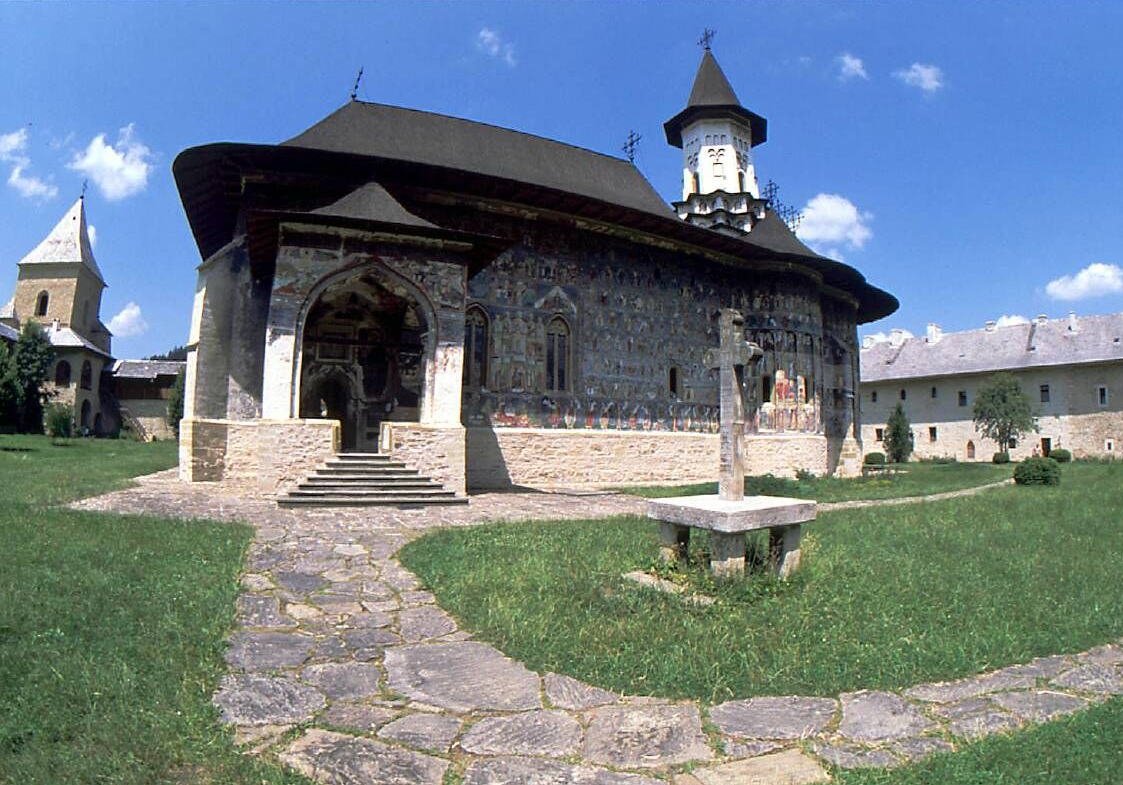
Entrada